# Cirrhilabrus exquisitus
 Cirrhilabrus exquisitus és una espècie de peix de la família dels làbrids i de l'ordre dels perciformes.

## Morfologia
Els mascles poden assolir els 12 cm de longitud total.

## Distribució geogràfica
Es troba des de l'Àfrica oriental fins a Sodwanay Bay (Sud-àfrica) i les Tuamotu.